# P-xylen
p-Xylen (para-xylen) je aromatický uhlovodík, jeden ze tří izomerů dimethylbenzenu (xylenu). Předpona p- nebo para- označuje, že dvě methylové skupiny jsou u této látky na benzenovém jádře umístěny v polohách 1 a 4; dalšími izomery jsou o-xylen (1,2-dimethylbenzen) a m-xylen (1,3-dimethylbenzen). Stejně jako další xyleny je i p-xylen bezbarvý a vysoce hořlavý.

## Výroba
V roce 2014 se vyrobilo asi 37 milionů tun p-xylenu a toto množství stále stoupá. Výroba začíná katalytickým reformováním aromatických složek ropy (benzenu, toluenu, a xylenů). Následně se posloupností destilací oddělí p-xylen od m-xylenu, o-xylenu, a ethylbenzenu. Ze všech těchto sloučenin má p-xylen nejvyšší teplotu varu, ale nelze jej získat jednoduchou krystalizací, protože se vytváří eutektické směsi.
Náročné oddělování je hlavní příčinou vysokých nákladů na výrobu p-xylenu a tak se vyvíjejí jiné postupy, jako je například zahrnutí reverzní osmózy.